# Угерське газове родовище
Угерське газове родовище — належить до Більче-Волицького нафтогазоносного району Передкарпатської нафтогазоносної області Західного нафтогазоносного регіону України.

## Розташування
Розташоване у Львівській області на відстані 10 км від м. Стрий.

## Тектонічна і геологічна характеристика
Приурочене до північно-західної частини Косівсько-Угерської підзони Більче-Волицької зони. Ряд структур, у складі якого була й Угерська, виявлено в 1942-44 рр. Угерська структура являє собою ерозійний виступ сенонських відкладів, які облягаються гельветськими, баденськими та нижньосарматськими. Виступ має форму антиклінальної складки північно-західного простягання, розбитої поздовжніми тектонічними порушеннями амплітудою 20-200 м на 4 блоки. Розмір структури в межах родовища по розмитій поверхні гельвету-сенону 13,0х1,5-3,5 м, висота 190 м. Вище горизонту НД-9 структура має форму брахіантиклінальної складки розміром по ізогіпсі — 120 м 8х3 км, амплітудою 60 м. 
Перший промисловий приплив газу отримано з відкладів гіпсоангідритового горизонту з інт. 938-947 м у 1944 р. 
Поклади пластові, склепінчасті, тектонічно екрановані, один з них — масивно-пластовий, тектонічно екранований. 
Експлуатується з 1946 р. Режим покладів газовий та водонапірний. На 1.01.1994 р. родовище було на завершальній стадії розробки. Запаси початкові видобувні категорій А+В+С1: газу — 42269 млн м³.